# ラムゼイ・クラーク
ウィリアム・ラムゼイ・クラーク（英語: William Ramsey Clark, 1927年12月8日 - 2021年4月9日）は、アメリカ合衆国の法律家、政治家。リンドン・ジョンソン大統領のもとで第66代司法長官を務めた。退任後は政治運動家、陰謀論者、独裁者などの弁護を務めることで知られる。
トム・クラーク元司法長官・元合衆国最高裁判事（いずれもハリー・S・トルーマン指名）の息子でもある。

## 略歴
テキサス州ダラス生まれ。1945年から1946年にかけてアメリカ海兵隊に従事し、1949年にテキサス大学で文学士、1950年にシカゴ大学で文学修士と法学士を修めた。同年にテキサス法曹協会に入会し、1956年には合衆国最高裁で訴訟手続などの実務に従事した。
1961年から1965年にかけて司法長官の土地局の補佐官として司法省に勤務、1965年からは司法副長官に就任した。1967年5月、ジョンソン大統領はクラークを司法長官に指名した。その理由のひとつは、最高裁判事だった父トム・クラークの後釜に黒人のサーグッド・マーシャルを指名したかったために、ラムゼイ・クラークを司法長官に任命することでトム・クラークが退任することをジョンソンが期待したからである。合衆国最高裁史上初の黒人を指名することで名を残すことがジョンソンの野心だったと見られる。期待通り、トム・クラークは67年に最高裁判事を辞任した。
クラークはジョンソン政権がおわる1969年まで司法長官を務めた。
クラークはアメリカの公民権運動史上重要な役割を果たした。例えば：
- 深南部ミシシッピ大学初の黒人学生ジェームズ・メレディスを守るため、常時身辺保護を行った。
- 裁判所命令のもとで南部の学校の人種差別撤廃が徹底されているかを監視した。
- セルマからモントゴメリーへの行進の保護
- ワッツ暴動をうけた大統領直轄の特別対策本部を率いた。
- 1965年投票権法、ならびに1968年公民権法の策定および制定で中心的な役割を果たした。

ベトナム戦争時には、「謀議準備罪と徴兵妨害幇助」の罪で起訴された「ボストン・ファイブ」事件に関わった（うち4人は有罪）。
退任後にはアメリカ自由人権協会（ACLU）の全国議長を務める。また、弁護士として働く一方、ベトナム反戦運動にも参加、1972年にはハノイを訪問している。1974年にはニューヨーク州から上院議員に立候補（民主党）したが敗北した。
近年のクラークの活動は、そのラディカルさから議論を呼んでいる。1970年代後半から1980年代にかけてマリファナ改革全国委員会の顧問を務めた。2004年12月、クラークはイラク特別法廷でサダム・フセインの弁護をするためにイラクに赴き、弁護チームの顧問を務めた。
2021年4月9日、ニューヨークの自宅で死去した

### 主な弁護対象
- エストニアのタルトゥにあった強制収容所の所長だったカール・リナス
- ワルシャワでのユダヤ人殺害の罪を問われたトラヴニキ強制労働収容所のウクライナ人看守ヤコブ・レイマー
- カルト宗教団体「ブランチ・ダビディアン」の主導者デビット・コルシュ
- 反戦活動家フィリップ・ペリガン神父
- アメリカ・インディアン活動家のレナード・ペルティエ
- 陰謀論で有名な元アメリカ大統領候補リンドン・ラルーシュ
- ラドヴァン・カラジッチ元スルプスカ共和国大統領
- スロボダン・ミロシェヴィッチ元ユーゴスラビア連邦大統領
- サッダーム・フセイン元イラク大統領

## 賞罰
- マハトマ・ガンディー世界平和賞 - マハトマ・ガンディー民衆福祉財団から贈られた。

## 参照
1. ↑  “アーカイブされたコピー”. 2009年9月1日時点のオリジナルよりアーカイブ。2009年9月24日閲覧。
2. ↑  “クラーク元米司法長官死去”. 時事ドットコム (時事通信). (2021年4月11日) 2021年4月11日閲覧。